# Ropalodontus
Ropalodontus is een geslacht van kevers in de familie houtzwamkevers (Ciidae). De wetenschappelijke naam van het geslacht werd in 1847 gepubliceerd door J. Mellié.

## Soorten
- R. americanus Lawrence, 1971
- R. armifrons Reitter, 1913
- R. baudueri Abeille de Perrin, 1874
- R. camelus Abeille de Perrin, 1876
- R. harmandi Lesne, 1917
- R. lawrencei Ruta, 2003
- R. novorossicus Reitter, 1902
- R. perforatus (Gyllenhal, 1813)
- R. populi Brisout de Barneville, 1877
- R. sassaparillae Motschulsky, 1852
- R. strandi Lohse, 1969